# Эклид
Экли́д, или Эгли́д, или Икли́д (перс. اقلید‎) — город в центральном Иране, в провинции Фарс. Административный центр шахрестана Эклид.

## География
Город находится в северной части Фарса, в горной местности юго-восточного Загроса, на высоте 2 300 метров над уровнем моря.
Эклид расположен на расстоянии приблизительно 175 километров к северу от Шираза, административного центра провинции и на расстоянии 540 километров к юго-юго-востоку (SSE) от Тегерана, столицы страны.

## Население
По данным переписи, на 2006 год население составляло 49 709 человек.
| 1986   | 1991   | 1996   | 2006   | 2012   |
| ------ | ------ | ------ | ------ | ------ |
| 30 093 | 33 026 | 35 983 | 49 709 | 57 234 |